# Pig Point
Pig Point är en udde i Sydgeorgien och Sydsandwichöarna (Storbritannien). Den ligger i den nordvästra delen av Sydgeorgien och Sydsandwichöarna.
Terrängen inåt land är kuperad söderut, men åt nordväst är den platt. Havet är nära Pig Point åt nordost.  Trakten runt Pig Point är nära nog obefolkad, med mindre än två invånare per kvadratkilometer. Det finns inga samhällen i närheten. Trakten runt Pig Point består i huvudsak av gräsmarker.